# Glenea aegoprepiformis
Glenea aegoprepiformis là một loài bọ cánh cứng trong họ Cerambycidae.